# Чемпіонат світу з футболу 2018 (кваліфікаційний раунд, КОНКАКАФ)
Відбірковий турнір чемпіонату світу з футболу 2018 в зоні КОНКАКАФ розпочався 22 березня 2015 року і тривав по 10 жовтня 2017 року та визнав учасників ЧС-2018 у Росії від КОНКАКАФ.

## Формат
Відбірковий турнір проходить в п'ять етапів:
- В перших трьох раундах збірні діляться на пари і грають по дві гри по система на виліт:
  - Перший раунд: 14 найгірших за рейтингом збірних (7 пар), грають з 22 по 31 березня 2015 року.
  - Другий раунд: 7 переможців першого раунду і збірні, які займають в рейтингу місця з 9-го по 21-е (10 пар), грають з 7 по 16 червня 2015 року.
  - Третій раунд: 10 переможців другого раунду і збірні які займають в рейтингу 7-8 місце (6 пар), грають з 31 серпня по 8 вересня 2015 року.
- Четвертий раунд: Найкращі 6 збірних за рейтингом і 6 переможців третього раунду розбиваються на 3 групи по 4 збірні, і грають турнір в два кола. Дві найкращі збірні з кожної групи виходять до п'ятого раунду. Матчі відбудуться в період з 9 листопада 2015 року по 6 вересня 2016 року.
- П'ятий раунд: 6 збірних, які пробилися до п'ятого раунду, грають в два кола. Три найкращі збірні виходять до фінальної частини Чемпіонату світу. Четверта збірна зіграє стикові поєдинки з представником іншої регіональної конфедерації. Матчі п'ятого раунду пройдуть в період з 7 листопада 2016 року по 10 жовтня 2017 року. Стикові поєдинки пройдуть в період з 6 по 14 листопада 2017 року.

## Учасники
| Стартують з четвертого раунду (Позиції з 1-ї по 6-у)                                                     | Стартують з третього раунду (7 і 8 позиції) | Стартують з другого раунду (Позиції з 9-ї по 21-у) | Стартують з першого раунду (Позиції з 22-ї по 35-у) |
| --- | ------------------------------------------- | --- | --- |
| 1. Коста-Рика (15) 2. Мексика (17) 3. США (18) 4. Гондурас (43) 5. Панама (63) 6. Тринідад і Тобаго (80) | 1. Ямайка (85) 2. Гаїті (117)               | 1. Канада (122) 2. Куба (124) 3. Аруба (124) 4. Домініканська Республіка (126) 5. Сальвадор (127) 6. Суринам (131) 7. Гватемала (134) 8. Сент-Вінсент і Гренадини (134) 9. Сент-Люсія (138) 10. Гренада (142) 11. Антигуа і Барбуда (149) 12. Гаяна (153) 13. Пуерто-Рико (155) | 1. Сент-Кіттс і Невіс (159) 2. Беліз (162) 3. Монтсеррат (165) 4. Домініка (168) 5. Барбадос (169) 6. Бермудські Острови (173) 7. Нікарагуа (175) 8. Острови Теркс і Кайкос (181) 9. Кюрасао (182) 10. Американські Віргінські Острови (191) 11. Багамські Острови (193) 12. Кайманові Острови (197) 13. Британські Віргінські Острови (201) 14. Ангілья (207) |

## Перший раунд
Матчі відбулися в період з 22 по 31 березня 2015 року.
| Команда 1                     | Заг.   | Команда 2                       | 1-й матч | 2-й матч |
| ----------------------------- | ------ | ------------------------------- | -------- | -------- |
| Багамські Острови             | 0:8    | Бермудські Острови              | 0:5      | 0:3      |
| Британські Віргінські Острови | 2:3    | Домініка                        | 2:3      | 0:0      |
| Барбадос                      | 4:1    | Американські Віргінські Острови | 0:1      | 4:0      |
| Сент-Кіттс і Невіс            | 12:4   | Острови Теркс і Кайкос          | 6:2      | 6:2      |
| Нікарагуа                     | 8:0    | Ангілья                         | 5:0      | 3:0      |
| Беліз                         | 1:1(ч) | Кайманові Острови               | 0:0      | 1:1      |
| Кюрасао                       | 4:3    | Монтсеррат                      | 2:1      | 2:2      |

## Другий раунд
Матчі відбулися в період з 7 по 16 червня 2015 року.
| Команда 1                | Заг.   | Команда 2          | 1-й матч | 2-й матч |
| ------------------------ | ------ | ------------------ | -------- | -------- |
| Нікарагуа                | 4:1    | Суринам            | 1:0      | 3:1      |
| Аруба                    | 3:2    | Барбадос           | 0:2      | 3:0      |
| Домініканська Республіка | 1:5    | Беліз              | 1:2      | 0:3      |
| Кюрасао                  | 1:1(ч) | Куба               | 0:0      | 1:1      |
| Сент-Вінсент і Гренадини | 6:6(ч) | Гаяна              | 2:2      | 4:4      |
| Сент-Кіттс і Невіс       | 3:6    | Сальвадор          | 2:2      | 1:4      |
| Домініка                 | 0:6    | Канада             | 0:2      | 0:4      |
| Гватемала                | 1:0    | Бермудські Острови | 0:0      | 1:0      |
| Пуерто-Рико              | 1:2    | Гренада            | 1:0      | 0:2      |
| Антигуа і Барбуда        | 5:4    | Сент-Люсія         | 1:3      | 4:1      |

## Третій раунд
Жеребкування третього раунду відбулося 25 липня 2015 року, в Костянтинівському палаці (Санкт-Петербург, Росія). Матчі відбудуться з 31 серпня по 8 вересня 2015 року.
В дужках вказаний рейтинг ФІФА на серпень 2014 року, який використовується для жеребкування перших чотирьох етапів кваліфікації.Відповідно до рейтингу 12 команд було розділено на два кошики.
| Кошик 3                                                                                            | Кошик 4 |
| -------------------------------------------------------------------------------------------------- | --- |
| 1. Ямайка (85) 2. Гаїті (117) 3. Канада (122) 4. Аруба (124) 5. Сальвадор (127) 6. Гватемала (134) | 1. Сент-Вінсент і Гренадини (134) 2. Гренада (142) 3. Антигуа і Барбуда (149) 4. Беліз (162) 5. Нікарагуа (175) 6. Кюрасао (182) |

### Матчі
| Команда 1                | Заг. | Команда 2 | 1-й матч | 2-й матч |
| ------------------------ | ---- | --------- | -------- | -------- |
| Кюрасао                  | 0:2  | Сальвадор | 0:1      | 0:1      |
| Канада                   | 4:1  | Беліз     | 3:0      | 1:1      |
| Гаїті                    | 6:1  | Гренада   | 3:1      | 3:0      |
| Ямайка                   | 4:3  | Нікарагуа | 2:3      | 2:0      |
| Сент-Вінсент і Гренадини | 3:2  | Аруба     | 2:0      | 1:2      |
| Антигуа і Барбуда        | 1:2  | Гватемала | 1:0      | 0:2      |

## Четвертий раунд
Жеребкування четвертого раунду відбулося 25 липня 2015 року, в Костянтинівському палаці (Санкт-Петербург, Росія). Найкращі 6 збірних за рейтингом і 6 переможців третього раунду розбиваються на 3 групи по 4 збірні, і грають турнір в два кола. Дві кращі збірні з кожної групи виходять до п'ятого раунду. Матчі відбудуться в період з 9 листопада 2015 року по 6 вересня 2016 року. Для жеребкування використовувався рейтинг ФІФА на серпень 2014 року.

### Група A
| М  | Команда   | І | В | Н | П | МЗ | МП | РМ  | О  |
| -- | --------- | - | - | - | - | -- | -- | --- | -- |
| 1. | Мексика   | 6 | 5 | 1 | 0 | 13 | 1  | +12 | 16 |
| 2. | Гондурас  | 6 | 2 | 2 | 2 | 6  | 6  | 0   | 8  |
| 3. | Канада    | 6 | 2 | 1 | 3 | 5  | 8  | −3  | 7  |
| 4. | Сальвадор | 6 | 0 | 2 | 4 | 4  | 13 | −9  | 2  |

|           | Мексика | Гондурас | Сальвадор | Канада |
| --------- | ------- | -------- | --------- | ------ |
| Мексика   | —       | 0-0      | 3–0       | 2–0    |
| Гондурас  | 0–2     | —        | 2–0       | 2–1    |
| Сальвадор | 1–3     | 2–2      | —         | 0–0    |
| Канада    | 0–3     | 1–0      | 3-1       | —      |

Умовні позначення:
(К) - Команда забезпечила участь в п'ятому раунді

### Група B
| М  | Команда    | І | В | Н | П | МЗ | МП | РМ | О  |
| -- | ---------- | - | - | - | - | -- | -- | -- | -- |
| 1. | Коста-Рика | 6 | 5 | 1 | 0 | 11 | 3  | +8 | 16 |
| 2. | Панама     | 6 | 3 | 1 | 2 | 7  | 5  | +2 | 10 |
| 3. | Гаїті      | 6 | 1 | 1 | 4 | 2  | 4  | −2 | 4  |
| 4. | Ямайка     | 6 | 1 | 1 | 4 | 2  | 10 | −8 | 4  |

|            | Коста-Рика | Панама | Гаїті | Ямайка |
| ---------- | ---------- | ------ | ----- | ------ |
| Коста-Рика | —          | 3-1    | 1–0   | 3–0    |
| Панама     | 1–2        | —      | 1–0   | 2–0    |
| Гаїті      | 0–1        | 0–0    | —     | 0–1    |
| Ямайка     | 1–1        | 0–2    | 0-2   | —      |

### Група С
| М  | Команда                  | І | В | Н | П | МЗ | МП | РМ  | О  |
| -- | ------------------------ | - | - | - | - | -- | -- | --- | -- |
| 1. | США                      | 6 | 4 | 1 | 1 | 20 | 3  | +17 | 13 |
| 2. | Тринідад і Тобаго        | 6 | 3 | 2 | 1 | 13 | 9  | +4  | 11 |
| 3. | Гватемала                | 6 | 3 | 1 | 2 | 18 | 11 | +7  | 10 |
| 4. | Сент-Вінсент і Гренадини | 6 | 0 | 0 | 6 | 6  | 34 | −28 | 0  |

|                          | США | Тринідад і Тобаго | Сент-Вінсент і Гренадини | Гватемала |
| ------------------------ | --- | ----------------- | ------------------------ | --------- |
| США                      | —   | 4-0               | 6–1                      | 4–0       |
| Тринідад і Тобаго        | 0–0 | —                 | 6–0                      | 2–2       |
| Сент-Вінсент і Гренадини | 0–6 | 2–3               | —                        | 0–4       |
| Гватемала                | 2–0 | 1–2               | 9-3                      | —         |

## П'ятий раунд
| М  | Команда           | І  | В | Н | П | МЗ | МП | РМ  | О  |
| -- | ----------------- | -- | - | - | - | -- | -- | --- | -- |
| 1. | Мексика           | 10 | 6 | 3 | 1 | 16 | 7  | +9  | 21 |
| 2. | Коста-Рика        | 10 | 4 | 4 | 2 | 14 | 9  | +5  | 16 |
| 3. | Панама            | 10 | 3 | 4 | 3 | 9  | 10 | −1  | 13 |
| 4. | Гондурас          | 10 | 3 | 4 | 3 | 13 | 19 | −6  | 13 |
| 5. | США               | 10 | 3 | 3 | 4 | 17 | 13 | +4  | 12 |
| 6. | Тринідад і Тобаго | 10 | 2 | 0 | 8 | 7  | 19 | −12 | 6  |

|                   | США | Панама | Гондурас | Коста-Рика | Мексика | Тринідад і Тобаго |
| ----------------- | --- | ------ | -------- | ---------- | ------- | ----------------- |
| США               | —   | 4-0    | 6-0      | 0-2        | 1-2     | 2-0               |
| Панама            | 1-1 | —      | 2-2      | 2-1        | 0-0     | 3-0               |
| Гондурас          | 1-1 | 0-1    | —        | 1-1        | 3-2     | 3-1               |
| Коста-Рика        | 4-0 | 0-0    | 1-1      | —          | 1-1     | 2-1               |
| Мексика           | 1-1 | 1-0    | 3-0      | 2-0        | —       | 3-1               |
| Тринідад і Тобаго | 2-1 | 1-0    | 1-2      | 0-2        | 0-1     | —                 |

Умовні позначення:

## Інтерконтинентальні плей-оф
| Команда 1 | Заг. | Команда 2 | 1-й матч | 2-й матч |
| --------- | ---- | --------- | -------- | -------- |
| Гондурас  | 1-3  | Австралія | 0-0      | 1-3      |